# تكوين الصرع
تكوين الصرع هو العملية التدريجية التي يطور من خلالها الدماغ الطبيعي الصرع. الصرع هو حالة مزمنة تحدث فيها نوبات. تؤدي هذه التغييرات في الدماغ أحيانًا إلى إطلاق الخلايا العصبية بطريقة غير طبيعية وغير متزامنة، تُعرف باسم النوبة.

## الأسباب
تصنف أسباب الصرع على نطاق واسع على أنها وراثية، بنيوية/استقلابية أو غير معروفة. أي شيء يسبب الصرع يسبب تكوين الصرع، لأن تكوين الصرع هو عملية تطوير الصرع. تشمل الأسباب الهيكلية للصرع الأمراض التنكسيَة العصبية، وإصابات الدماغ الرضية، والسكتة الدماغية، وأورام الدماغ، والتهابات الجهاز العصبي المركزي، وحالة الصرع (نوبة طويلة أو سلسلة من النوبات التي تحدث في تتابع سريع).

## الفترة الكامنة
بعد حدوث إصابة في الدماغ، غالبًا ما تكون هناك فترة صامتة أو كامنة تستمر لأشهر أو سنوات لا تحدث فيها النوبات؛ أطلق جراح الأعصاب الكندي وايلدر بنفيلد على هذه الفترة بين الإصابة والنوبة فترة صامتة من النضج الغريب . خلال هذه الفترة الكامنة، تؤدي التغييرات في فزيولوجيا الدماغ إلى الإصابة بالصرع. يشار إلى هذه العملية، التي تتشكل خلالها الشبكات العصبية المفرطة الاستثارة، باسم تكوين الصرع. إذا توصل الباحثون إلى فهم أفضل لتكوين الصرع، فقد تسمح الفترة الكامنة لمقدمي الرعاية الصحية بالتدخل في تطور الصرع أو تقليل شدته.

## الفيزيولوجيا المرضية
التغييرات التي تحدث أثناء تكوين الصرع غير مفهومة جيدًا ولكن يُعتقد أنها تشمل موت الخلايا، وتكاثر المحاور العصبية، وإعادة تنظيم الشبكات العصبية، والتغيرات في إطلاق الناقلات العصبية، وتكوين الخلايا العصبية. تتسبب هذه التغييرات في أن تصبح الخلايا العصبية شديدة الاستثارة ويمكن أن تؤدي إلى نوبات صرع تلقائية.
تشمل مناطق الدماغ شديدة الحساسية للشتائم والتي يمكن أن تسبب تكوين الصرع هياكل الفص الصدغي مثل الحُصين واللوزة والقشرة الكمَثرية.

### إعادة التنظيم العصبي
بالإضافة إلى العمليات الكيميائية، قد يتغير التركيب الفيزيائي للخلايا العصبية في الدماغ. في الصرع المكتسب في كل من نماذج البشر والحيوانات، تُفقد الخلايا العصبية الهرمية، وتتشكل نقاط اشتباك العصبي الجديدة.
قد يكون فرط الاستثارة، وهو سمة مميزة لتكوين الصرع يزداد فيه احتمال تنشيط الشبكات العصبية، بسبب فقدان الخلايا العصبية المثبطة، مثل الخلايا العصبية الغابية، والتي من شأنها أن توازن بشكل طبيعي استثارة الخلايا العصبية الأخرى. تُعرف الدوائر العصبية المصابة بالصرع بكونها مفرطة الاستثارة وبافتقارها إلى التوازن الطبيعي للخلايا العصبية الغلوتامية (تلك التي تزيد من الإثارة عادة) والخلايا العصبية الغابية (التي تقلل الإثارة). بالإضافة إلى ذلك، قد تنخفض مستويات غابا وحساسية مستقبلات غابا للناقل العصبي، مما يؤدي إلى تقليل التثبيط.
آلية أخرى مقترحة لتكوين الصرع في إصابات الدماغ الرضية هي أن الضرر الذي يلحق بالمادة البيضاء يسبب فرط الاستثارة عن طريق تقويض القشرة الدماغية بشكل فعال.

### تنشيط مستقبلات الغلوتامات
يُعتقد أن تنشيط المستقبلات الكيميائية الحيوية على أسطح الخلايا العصبية له دور في تكوين الصرع. وتشمل هذه المستقبلات العصبية TrkB وكلا مستقبلات الغلوتامات المؤثر في الأيض ومستقبلات الغلوتامات الأيضية (تلك التي ترتبط مباشرة بقناة أيونية وتلك التي لا ترتبط، على التوالي). قد يتسبب كل نوع من هذه المستقبلات، عند تنشيطه، في زيادة تركيز أيونات الكالسيوم داخل منطقة الخلية التي توجد عليها المستقبلات، ويمكن لهذه الأيونات تنشيط إنزيمات مثل Src وFyn التي قد تؤدي إلى لتكوين الصرع.
من المعروف على نطاق واسع أن الإفراط في إطلاق الناقل العصبي الغلوتامات جزء مهم من تكوين الصرع مبكرًا بعد إصابة الدماغ، بما في ذلك عند البشر. ينتج عن الإفراط في إفراز الغلوتامات السمية المثيرة، حيث تكون الخلايا العصبية مفرطة الاستقطاب بشكل مفرط، وتزيد تراكيز أيونات الكالسيوم داخل الخلايا بشكل حاد، وينتج التلف الخلوي أو الوفاة. النشاط المفرط للغلوتامات هو أيضًا سمة من سمات الدوائر العصبية بعد تطور الصرع، ولكن لا يبدو أن الغلوتامات تلعب دورًا مهمًا في تكوين الصرع خلال الفترة الكامنة. قد يشمل عامل آخر في فرط الاستثارة انخفاض في تركيز أيونات الكالسيوم الخلايا الخارجية (أي في الفضاء خارج الخلية) وانخفاض نشاط الأدينوزين ثلاثي الفوسفات في الخلايا الدبقية.